# Шлиппенбах
Шлиппенбах (нем. Schlippenbach) — древний род немецкого происхождения, ведущий начало из Вестфалии и документально упоминающийся с начала XIV века.

## Происхождение и история рода

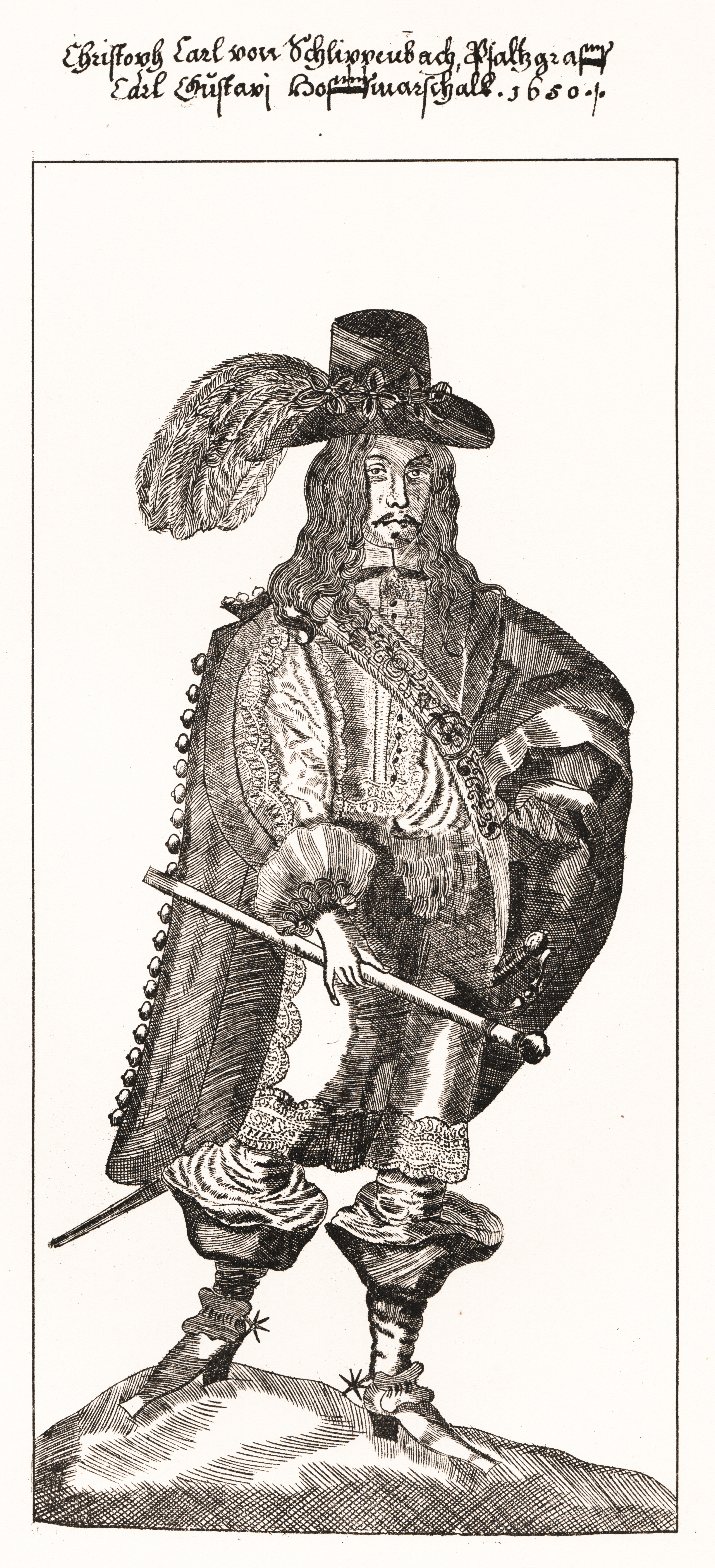
Портрет К. К. фон Шлиппенбаха (1624-1660)

В Прибалтике известны матрикулированные эстляндская, лифляндская, курляндская ветви этого рода. В 1654 году Кристофер Карл фон Шлиппенбах был возведён в графское достоинство и внесён в матрикулы шведского Рыцарского собрания. Другая ветвь рода получила титул баронов Священной Римской империи. Представители и потомки проживают в настоящее время в Нидерландах, Германии, России, Испании, Канаде.
В Российской империи формальности, связанные с признанием баронского титула, выполнила преимущественно курляндская ветвь рода. Определением Правительствующего Сената от 23 января 1857 и 28 февраля 1862 гг. за курляндской дворянской фамилией фон Шлиппенбах признан баронский титул. Род записан в V часть родословной книги Курляндской губернии. Многие представители лифляндской ветви, хотя и происходили от Отто Иоганна (1719—1808), который в 1768 году был возведён в бароны Священной Римской Империи, были записаны в III часть дворянских родословных книг центральной России (Воронежская, Пензенская, Нижегородская) и были этим вполне удовлетворены.
Вольмар Антон Шлиппенбах (1653—1721), наиболее известный представитель эстляндской и лифляндской ветви, который на 57-м году жизни был пленён в Полтавском сражении (1709), был отпущен из плена и поступил на русскую службу «с таким договором, дабы от того времяни ранг мой почитать как я был генералом маеором у короля швецкаго» в 1712 году, был произведён Петром I в генерал-поручики в 1714 году, на 62-м году жизни, но имений в Курляндии не получал.